# Белая лошадь Томпсонов
Белая лошадь Томпсонов — порода лошадей, выведенная в штате Иллинойс, США, в 1908 году. Это единственная порода, где лошади рождаются белыми снаружи и «внутри». Появление на свет жеребёнка белой масти, который и остался белым в течение всей своей жизни, объясняется самопроизвольной мутацией гена White, отвечавшего за белую шерсть, гриву и хвост; розовую кожу и тёмные (иногда и голубые, янтарные) глаза. Белые лошади Томпсонов в отличие от других «генетически» белых лошадей не являются альбиносами и не приобретают изабелловую масть.

## История выведения
В 1908 году в штате Иллинойс появился белый жеребёнок, названый Олд Кингом (Old King). Его родители были обычными «цветными» лошадьми: арабский жеребец и кобыла породы Морган. Жеребёнка выкупили Калеб и Хадсон Томпсоны в 1917 году. Томпсоны решили создать новую породу. Уолд Кинга начали скрещивать с кобылами породы Морган, а позже применялось и близкородственное скрещивание. Выявилось, что 50 % жеребят имеют такие же характеристики внешности, что и сам Олд Кинг. Скрещивая его потомков характеристики проявлялись в 75—80 % всех жеребят. Олд Кинг умер в 1924 году, оставив достаточно потомства для создания породы.
В 1936 году Хадсон уходит в политику, а Калеб продолжает работу вместе со своей женой Рут Томпсон. Чтобы популяризировать породу, Томпсоны собрали труппу наездников, с которыми выступали в различных штатах, названием труппы было «Белая лошадь». Особенностью было то, что наездники выступали на белых лошадях без какой-либо амуниции. Так новая порода приобрела популярность в Америке и за её пределами.
Белые лошади Томпсонов не являются большими лошадьми (≈150 см в холке), они имеют сильное мускулистое тело, широкую шею и сильные, средней длины, ноги. Лошади оказались очень умными, поэтому их часто используют для представлений в цирке или кино, они отлично подходят для выездки. На сегодняшний день эта порода является немногочисленной на своей родине, а за границей их представителей совсем единицы.